# Longichneumon
Longichneumon är ett släkte av steklar. Longichneumon ingår i familjen brokparasitsteklar.
Kladogram enligt Catalogue of Life:
| Longichneumon | \| \| Longichneumon annaelisae \| \| \| \| \| \| Longichneumon nitidus \| \| \| \| \| \| Longichneumon tricolor \| \| \| \| |
|               | \| \| Longichneumon annaelisae \| \| \| \| \| \| Longichneumon nitidus \| \| \| \| \| \| Longichneumon tricolor \| \| \| \| |
|               | Longichneumon annaelisae |
|               | |
|               | Longichneumon nitidus |
|               | |
|               | Longichneumon tricolor |
|               | |